# Petit-duc d'Anjouan
Otus capnodes
Espèce
Statut de conservation UICN

 EN B1ab(i,ii,iii,v)+2ab(i,ii,iii,v); C2a(ii) : En danger
Statut CITES
Le Petit-duc d'Anjouan (Otus capnodes) est un hibou endémique de l'archipel des Comores.
Cette espèce fait partie de la famille des Strigidae, qui contient la plupart des espèces de hiboux, l'autre famille étant celle des Tytonidae.

## Répartition
Ce hibou est trouvé sur l'île d'Anjouan. Il est classé comme en danger critique d'extinction à cause de son habitat limité à cette zone très réduite et qui est rapidement déboisée.